# كيفين لافرانس
كيفين لافرانس (Kevin Piere Lafrance) (مواليد 13 يناير 1990)، هو لاعب كرة قدم كان يلعب كمدافع. يلعب مع منتخب هايتي لكرة القدم منذ عام 2010.

## وصلات خارجية
- كيفين لافرانس على موقع الاتحاد الدولي (مؤرشف)  (الإنجليزية)
- كيفين لافرانس على موقع قاعدة بيانات كرة القدم.إي يو (الإنجليزية)
- كيفين لافرانس على موقع ناشيونال فوتبول تيمز (الإنجليزية)
- كيفين لافرانس على موقع Soccerway.com (الإنجليزية)
- كيفين لافرانس على موقع AS.com (الإسبانية)